# Dalida
Vous lisez un « bon article » labellisé en 2018.
Pour les articles homonymes, voir Dalida (homonymie) et Gigliotti.
Iolanda Cristina Gigliotti (arabe : يولاندا كريستينا جيجليوتي), dite Dalida (arabe : داليدا), née le 17 janvier 1933 au Caire (Égypte) et morte le 3 mai 1987 à Paris 18e (France), est une chanteuse et actrice italienne naturalisée française.
Issue d'une famille italienne de Calabre installée en Égypte, elle participe à des concours de beauté au début des années 1950 et tourne quelques films au Caire. Résidant en France à partir de 1954, elle connaît son premier succès avec le titre Bambino en 1956, version française de la chanson napolitaine Guaglione. Se façonnant un répertoire regroupant plus de sept cents chansons interprétées en plusieurs langues, elle devient une grande figure de la chanson française et bénéficie d'une popularité dépassant la scène francophone.
Parmi ses chansons les plus connues, figurent Gondolier, Come prima, Les Enfants du Pirée, Itsi bitsi petit bikini, Le Jour le plus long, Bang-Bang, Ciao amore, ciao, Le Temps des fleurs, Darla dirladada, Paroles... Paroles..., Il venait d'avoir 18 ans, Gigi l'amoroso, Salma Ya Salama, Laissez-moi danser, Gigi in paradisco et Mourir sur scène. Embrassant plusieurs styles musicaux, tels que le twist, la pop et le raï, elle est également une des premières artistes françaises à interpréter des chansons disco avec les titres J'attendrai et Bésame mucho.
Souffrant d’une dépression — en raison notamment d'une succession de drames personnels —, elle se suicide quelques mois après avoir été l'actrice principale du film dramatique égyptien Le Sixième Jour. Sa vie privée et sa mort font d'elle une icône au destin tragique.

## Biographie

### Origines et enfance

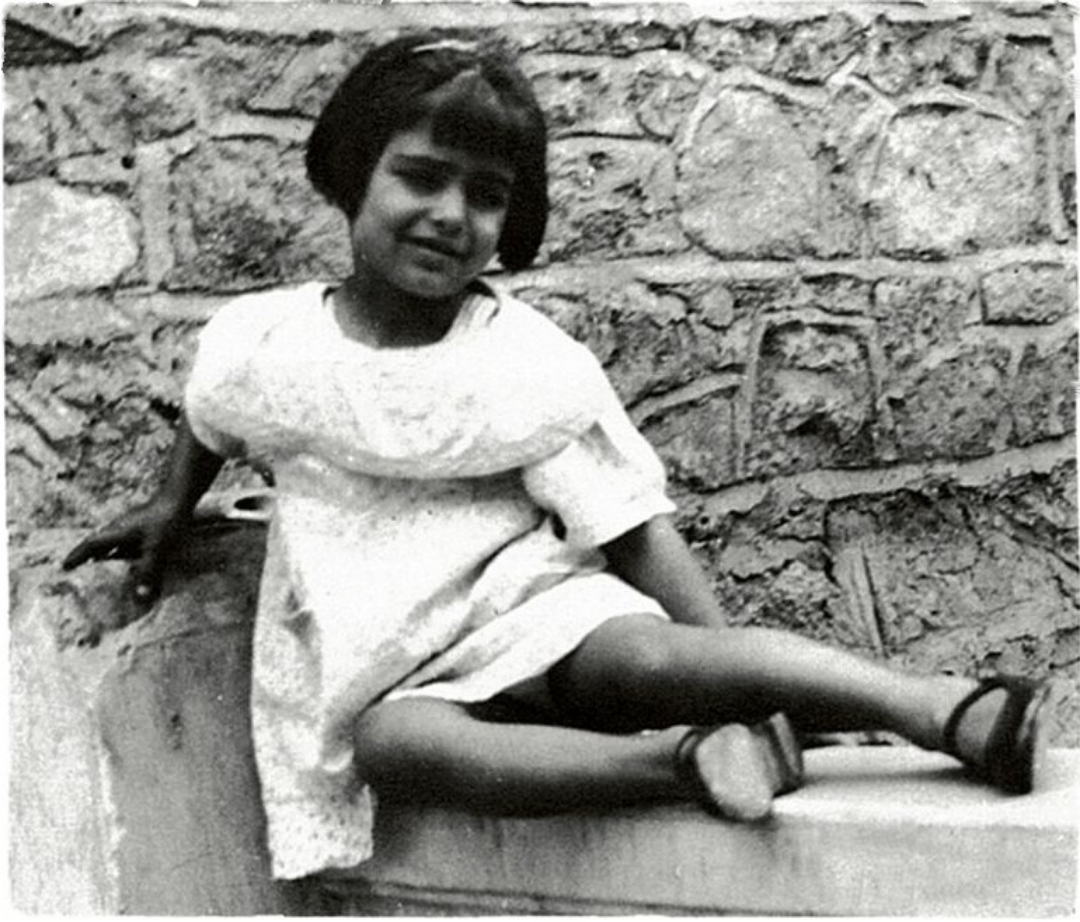
Dalida au Caire, en 1937.

Iolanda Cristina Gigliotti naît le 17 janvier 1933 à Choubra, un faubourg du Caire, de parents italiens originaires de Serrastretta, en Calabre. Son père, Pietro Gigliotti (1904-1945), est premier violon à l'Opéra du Caire ; elle le suit en coulisse lors de ses répétitions. Sa mère, Filomena d'Alba (1904-1971), est couturière.
Elle est la seule fille d'une famille de trois enfants : Orlando (1930-1992) est l'aîné et Bruno (né en 1936) le cadet. Ce dernier prendra par la suite pour nom de scène Orlando, le prénom de son frère aîné, et deviendra l'agent artistique de Dalida.
En 1934, alors qu'elle est âgée de 18 mois, elle est plongée dans le noir en raison d'une infection des yeux, une ophtalmie. Elle porte un bandage sur les yeux pendant quarante jours, sur recommandation de son médecin. Cet épisode provoque chez elle de violents maux de tête et un strabisme divergent que plusieurs interventions chirurgicales — y compris à l'âge adulte — atténueront, mais qui l'oblige à porter des lunettes jusqu'à 16 ans.
Elle étudie dans une école religieuse de Choubra et fait ses premiers pas sur la scène du club de théâtre de l’école. Lorsque la Seconde Guerre mondiale éclate, son père, comme tous les immigrés italiens, est interné dans le camp de Fayed, près du Caire, l'Égypte étant devenue une alliée du Royaume-Uni avec le traité anglo-égyptien de 1936. Tous les deux mois, elle lui rend visite, mais le voit progressivement dépérir.
Son père revient du camp en 1944 avec des migraines et l'amertume de sa carrière gâchée. La famille doit alors subir son instabilité psychologique et sa violence. Cette période traumatise la jeune Iolanda Gigliotti. Son père meurt d'une congestion cérébrale un an plus tard.

### Carrière professionnelle

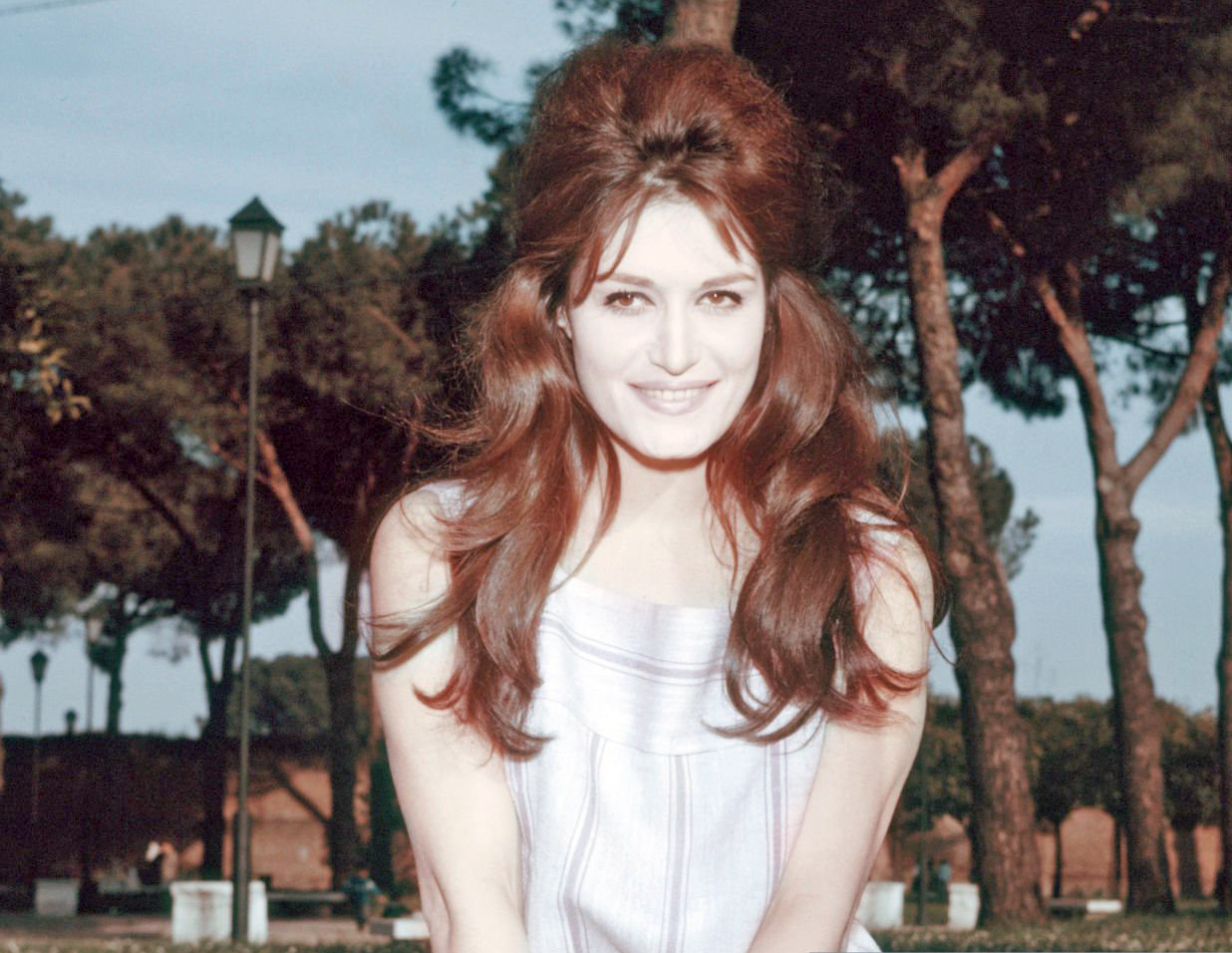
Dalida à Rome, en 1962.

#### 1951-1956: débuts artistiques en Égypte et arrivée en France
Fascinée par l'actrice américaine Rita Hayworth, Iolanda Gigliotti rêve d'exercer le métier d'actrice elle aussi. Elle prend alors des cours de théâtre à l'école. Après la réussite d'une opération visant à réduire son strabisme divergent, elle se présente au concours de beauté Miss Ondine du Caire.
Elle obtient un rôle dans quelques films, dont Un verre, une cigarette de Niazi Mostafa, puis Le Masque de Toutankhamon de Marco de Gastyne.
Sur les conseils de Marco de Gastyne, qui croit en son talent, elle décide de partir en France pour continuer sa carrière. Elle arrive à Paris le 25 décembre 1954. Quelques mois après s'être installée dans un appartement proche des Champs Élysées, elle fait la rencontre d'Alain Delon, qui est son voisin de palier. Au fil des mois, le manque de ressources financières pèse sur elle, mais elle continue d'écrire à sa famille en lui disant que tout va bien.
Elle espère faire carrière dans le cinéma, mais prend rapidement conscience que son maigre bagage ne pèse guère aux yeux des producteurs français et s'oriente alors vers la chanson. Après avoir chanté plusieurs soirées dans le cabaret Le Drap d'Or à Paris, elle est repérée par le directeur de la Villa d'Este où elle va chanter dans un répertoire à l'exotisme latin.
Au début de sa carrière, elle a pour nom de scène « Dalila ». Sur les conseils de l'écrivain et scénariste Alfred Machard qui pense que ce pseudonyme fait trop penser aux mythiques Samson et Dalila, elle le change très vite en « Dalida ».

#### 1956-1959: premiers succès en France et en Europe

##### Premier contrat et premier album
À la recherche de nouveaux talents pour son music-hall, Bruno Coquatrix lui suggère de participer à un concours pour amateurs, « Les Numéros 1 de demain », organisé à l'Olympia le 9 avril 1956. Sont présents Eddie Barclay, jeune producteur de disques (qui vient d'importer le disque microsillon des États-Unis en France), et Lucien Morisse, directeur des programmes d'Europe 1,. Ce dernier, subjugué par le charme oriental de Dalida, la convoque dans ses bureaux de la rue François-Ier et prend sa carrière en main.
Le 28 août 1956, sort le premier EP de Dalida, Madona, adaptation française d'un titre portugais d'Amália Rodrigues, Barco Negro, mais celui-ci connaît un succès mitigé. Le titre est suivi, un mois plus tard, par Le Torrent, qui reçoit un accueil similaire,.

##### Premier grand succès
En octobre 1956, Lucien Morisse pense avoir déniché le titre phare de Dalida, Bambino, version française de la chanson Guaglione. Morisse bloque la chanson, la fait enregistrer en une nuit et la fait passer toutes les heures à l'antenne d'Europe 1. Bambino rencontre un grand succès en France et parvient à se classer en tête des ventes pendant plusieurs semaines. Sur cette lancée, Dalida partage quelques semaines plus tard la même scène de l'Olympia en première partie du spectacle de Charles Aznavour, puis en vedette américaine de Gilbert Bécaud.
La chanteuse fait éditer son premier album dans de nombreux pays, dont les États-Unis. Le 26 décembre 1958, Norman Granz, l'imprésario d'Ella Fitzgerald, profite de la venue de Dalida, aux États-Unis, pour lui proposer un contrat de 15 ans à Hollywood. Toutefois, la chanteuse décline la proposition. Un même contrat lui sera proposé, en décembre 1978, qu'elle refusera à nouveau.

##### Enchaînement de succès au sein de la francophonie
En décembre 1957, elle enregistre Gondolier qui maintient la chanteuse en tête des hit-parades en France, mais aussi en Wallonie et au Québec. Quelques mois plus tard, elle enregistre Dans le bleu du ciel bleu qui connait également une grande popularité et se classe numéro un du hit-parade en France. Cette sortie est suivie par la réception de l'oscar de la Radio RMC. En juin, elle entreprend la tournée « TDF avec Dalida 58 » (Tour de France avec Dalida). Durant l'été, elle se produit à Alger, soutenant le moral des soldats français qui combattent durant la guerre d'Algérie. En juillet, elle connaît un succès qui dépasse les frontières francophones avec la chanson Les Gitans, se classant à la troisième position du hit-parade italien et espagnol,. Le même mois, elle présente cinq chansons simultanément dans le Top 10 du hit-parade français.
En septembre, elle joue des rôles dans deux films : Rapt au deuxième bureau et Brigade des mœurs. Le 9 octobre, elle se produit à nouveau à Paris, cette fois pendant trois semaines en tant qu'interprète principale, à Bobino, où elle fait la promotion de son dernier album Come prima qui devient un grand succès en France et en Belgique.

##### Début de carrière en Europe

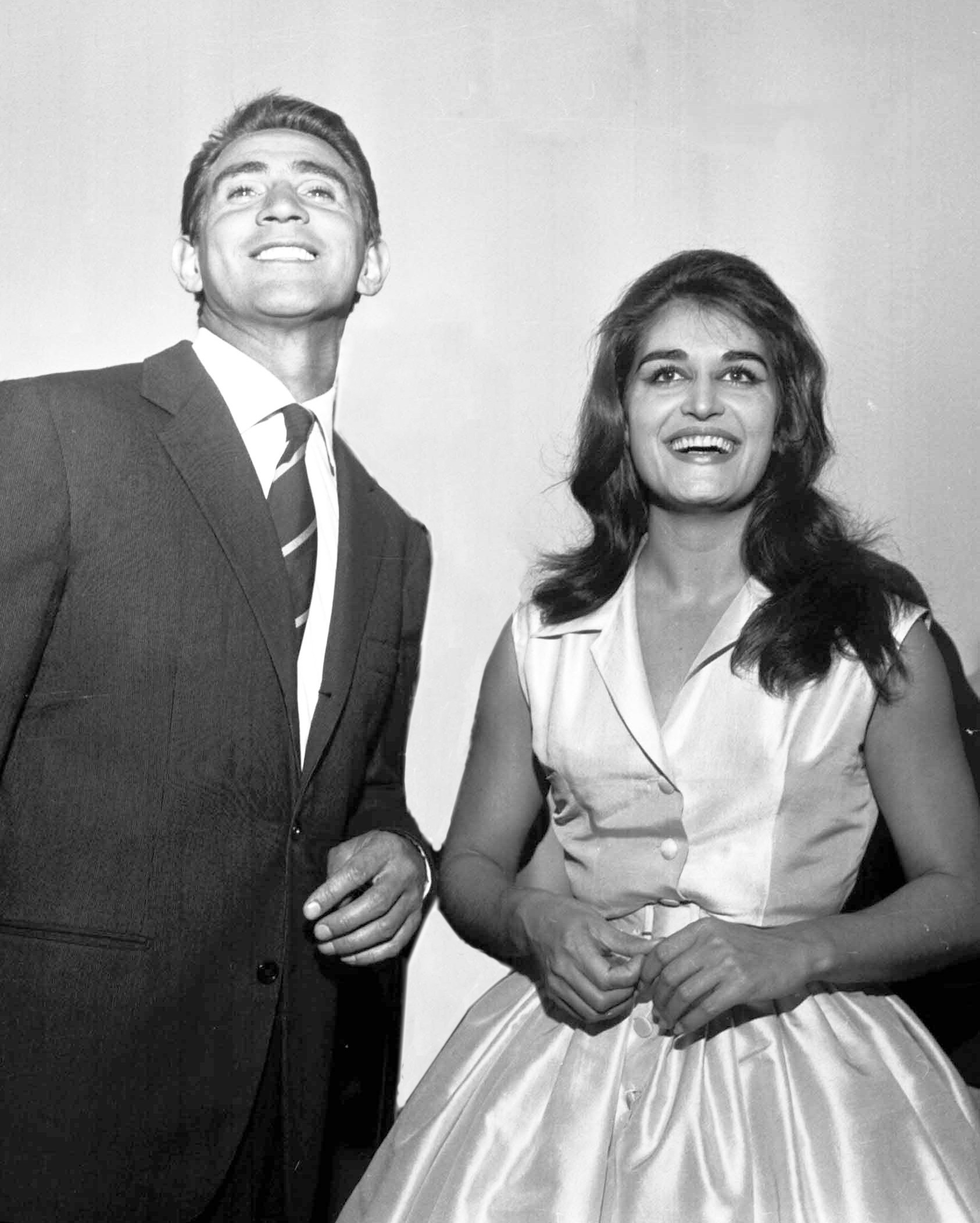
Dalida avec Walter Chiari en 1959.

En 1959, elle fait de nombreuses tournées en France, en Égypte, en Italie et en Allemagne. Sa renommée s'étendant hors de France ; elle commence à enregistrer des chansons dans d'autres langues pour répondre à ces nouveaux publics. En mai, elle enregistre en allemand le titre Le Jour où la pluie viendra qui devient Am Tag als der Regen kam : cette version atteint la première place des ventes en Allemagne et la deuxième en Autriche. Elle enregistre une version espagnole et une version italienne qui connaissent également une certaine popularité en Espagne et en Italie, tout comme le titre suivant, La chanson d'Orphée.

#### 1960-1969: percée et tournées internationales
Elle épouse Lucien Morisse le 8 avril 1961 puis obtient la nationalité française,. Il s'agit non pas d'un mariage d'amour, mais plutôt d'un acte de reconnaissance envers celui qui a fait d'elle une vedette. Aussi entame-t-elle, dès le début de son mariage, une liaison avec l'artiste-peintre Jean Sobieski, qui durera jusqu'en 1963. Lucien Morisse tente d'arrêter la carrière de Dalida, qui fait alors l'objet de critiques et d'intimidations. Elle persévère néanmoins et ce dernier reconnaît son triomphe personnel à l'Olympia en décembre 1961. Leur divorce est prononcé en 1962.

##### Concurrence de la génération «yéyé»
Dalida commence les années 1960 avec des chansons de style exotique à rythme lent. Elle enregistre tout d'abord Les Enfants du Pirée, qui connaît un grand succès en Europe et notamment dans des pays où elle est restée discrète depuis le début de sa carrière comme aux Pays-Bas. Cependant, une nouvelle vague musicale aux rythmes rapides apparaît, la musique « yéyé », représentée par de jeunes chanteurs alors peu connus du public, mais considérés comme de véritables rivaux pour Dalida. Consciente que si rien ne change dans ses choix musicaux, elle se ringardisera rapidement, elle décide de s'adapter à cette mode. L’enregistrement de la chanson Itsi bitsi, petit bikini en novembre 1960 lui assure une grande popularité et marque un changement de style musical de sa part. Surnommée « mademoiselle Juke-Box », elle devient la première artiste féminine à ouvrir son fan club.

##### Tournées et succès internationaux

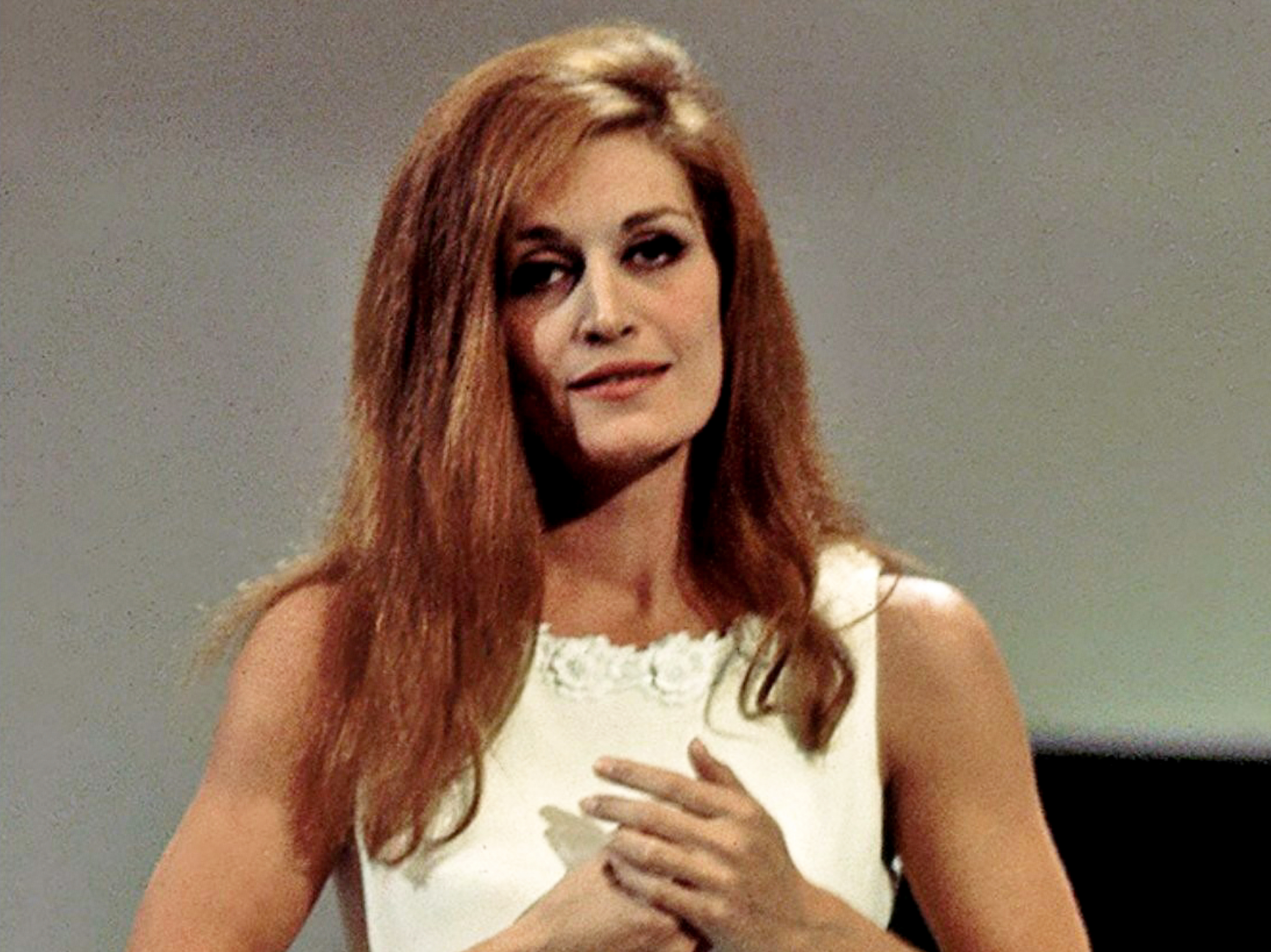
Dalida en 1967.

Dans les années 1960, elle assure un mois de spectacles à l'Olympia à trois reprises, en 1961, 1964 et 1967. Les trois semaines de concerts en 1961 à l'Olympia sont diffusées en direct à la radio. Peu de temps après, elle entreprend une tournée à Hong Kong et au Vietnam. Ses prestations dans d'autres pays deviennent plus fréquentes et elle devient une chanteuse populaire en Italie. L'année 1962 est marquée par la sortie de Le jour le plus long. En 1964, elle fait une tournée en Europe de l'Est passant par la Bulgarie et la Roumanie. La même année, elle se teint les cheveux en blond vénitien, puis elle parcourt la France avec succès, chantant notamment durant le Tour de France et à l'Olympia.
En 1965, elle enregistre La Danse de Zorba, qui connaît un succès international, se classant parmi les meilleures ventes dans une grande partie de l'Europe, en Amérique du Sud et au Moyen-Orient. La même année, avec le titre Bonsoir mon amour, elle se classe 5e des ventes en France, 13e en Wallonie, 1re en Italie, 3e au Québec, 10e en Argentine et en Turquie, 16e en Espagne et 5e au Brésil. En 1966, elle se classe également (hors francophonie) en Turquie avec le titre Petit homme.
Alors qu'en France seul le titre Le Temps des fleurs parvient à connaître un large succès (1er des ventes en 1968), la chanteuse continue une carrière à succès en Italie : en 1967, elle y classe le titre Mama 1er des ventes, puis La Dernière Valse à la 2e place.

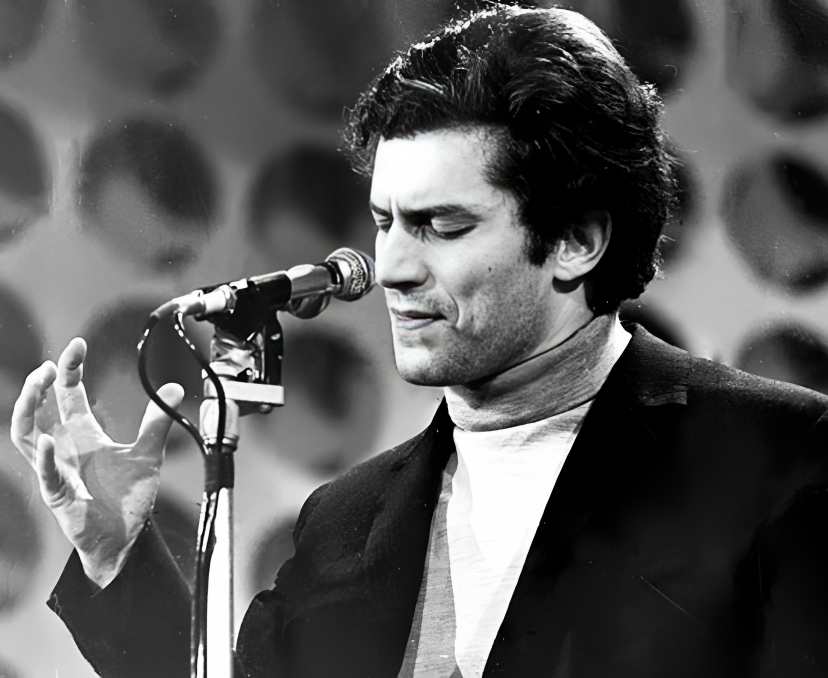
Son compagnon Luigi Tenco interprétant sa chanson au Festival de Sanremo en janvier 1967, quelques heures avant sa mort.

Après sa tentative de suicide la même année, à la suite du festival de Sanremo, elle interprète un nouveau type de textes, plus graves, tels que Les Grilles de ma maison ou encore Les Anges noirs. Cette nouvelle Dalida, qui désormais ne danse plus sur scène, plaît au public italien : Ciao amore, ciao atteint la 5e place des ventes en 1967 et Dan dan dan la 6e en 1968. D'autres titres se classent en Italie à cette époque, comme Le Temps des fleurs, Un po d'amore, Le promesse d'amore et Oh lady Mary.
À cette période Dalida reçoit plusieurs distinctions honorifiques : entre autres, en 1968, la médaille de la présidence de la République lui est remise par Charles de Gaulle, et la Croix de Commandeur Arts-Sciences-Lettres par Roger Pinoteau.

#### 1970-1975: doutes et changement de répertoire

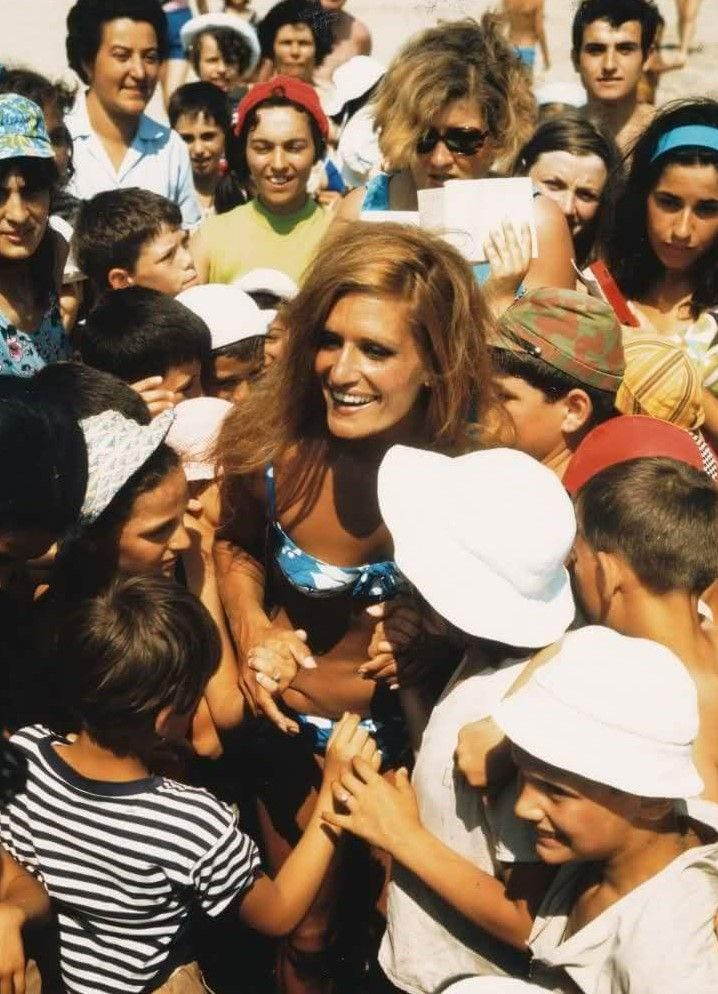
Dalida entourée de jeunes fans (1968).

##### Reprises de chansons dramatiques
En 1970, Arnaud Desjardins, avec qui elle vit une idylle, lui fait découvrir la philosophie orientale. Passant un mois par an dans un ashram du Bengale, elle envisage d'arrêter sa carrière, mais décide finalement de continuer à chanter.
Elle change à nouveau de répertoire, interprétant des chansons plus dramatiques, telles qu'Avec le temps de Léo Ferré, Mamina de Pascal Danel et Je suis malade de Serge Lama, ainsi que des titres originaux, comme Il venait d'avoir 18 ans et Ta Femme. Ce choix de changement — vis-à-vis duquel l'entourage de la chanteuse est sceptique — lui façonne une image de diva tragique de la chanson française,,.

##### Duo avec Alain Delon et succès internationaux
Malgré cette adoption récente d'un répertoire dramatique, elle ne renonce pas pour autant aux grands succès populaires, avec notamment en début de décennie le titre Darla dirladada, une reprise d'une chanson du folklore grec. Plus tard, en 1972, elle vend plus de 300 000 exemplaires en France du titre Parle plus bas. En 1973, elle fait appel à une vieille connaissance, interprétant un duo avec Alain Delon : Paroles... Paroles... devient le premier single de Dalida à être classé dans les hit-parades japonais, mexicain et portugais.
L'année suivante, elle enregistre Gigi l'amoroso, qui deviendra la chanson la plus emblématique de son répertoire : no 1 dans douze pays, elle bat un record de vente au Benelux (détenu jusqu'alors par Frank Sinatra avec Strangers in the Night). La décennie 1970 est également la décennie des Olympia à succès pour la chanteuse qui retrouve son public dans la salle mythique parisienne à trois reprises en 1971, 1974 et 1977,.

#### 1976-1981: disco, raï et Palais des sports

##### Virage disco
En 1975, Dalida est une des premières artistes françaises à s'initier au disco, avec son album Coup de chapeau au passé, regroupant des chansons telles que J'attendrai ou encore Bésame mucho. Le titre J'attendrai connaît un grand succès en France (1er des ventes en février 1976), en Flandre (4e), au Québec (2e) et aux Pays-Bas (9e). Elle enregistre ensuite Femme est la nuit, Génération 78, Ça me fait rêver et Lambeth Walk, qui entreront toutes dans le Top 20 des ventes en France.
Le titre le plus emblématique de la période disco de Dalida est certainement Monday, Tuesday… Laissez-moi danser, reprise d'une chanson italienne de Toto Cutugno qui connaît un grand succès en 1979 notamment en France (2e des ventes en septembre 1979), au Québec (3e), en Flandre (22e) et en Israël où Dalida se classe pour la deuxième fois (à la 26e place). Elle connaît une petite parenthèse et se met au reggae avec Il faut danser reggae sorti en fin d'année 1979, qui se vend à plus de 200 000 exemplaires en France et atteint la 11e place des ventes françaises en janvier 1980.

##### Premier titre oriental
Dalida crée un succès oriental en 1977. Inspiré par un air du folklore égyptien, Jeff Barnel réarrange ce qui deviendra un véritable hymne au Moyen-Orient : Salma ya salama. En effet, cette chanson est diffusée à la radio d'Israël lors de la venue d'Anouar el-Sadate (alors président de l'Égypte qui est en conflit avec Israël), ce qui contribue à faire de ce titre un message de paix. Elle enregistre la chanson en français, en arabe égyptien, en italien et en allemand. En 1979, elle réitère l'expérience avec Helwa Ya Baladi.
Malgré son refus, à deux reprises, d'un contrat exclusif avec les États-Unis, elle obtient toutefois une ovation mémorable au Carnegie Hall de New York en décembre 1978 et au Shrine Auditorium de Los Angeles en octobre 1986.

##### Palais des sports et Olympia
En 1979, Dalida rencontre Lester Wilson, qui devient son chorégraphe pour le spectacle au Palais des sports réservé pour janvier 1980,. Dalida se produit alors chaque soir devant 5 000 personnes pendant trois semaines. L’événement regroupe 18 shows géants, 30 musiciens, 12 danseurs et 12 tenues de scène différentes. En 1981, elle fait un passage à l'Olympia,. Le soir de la dernière, Michel Drucker lui remet un disque de diamant honorifique afin de célébrer le 25e anniversaire de sa carrière de chanteuse.

#### 1981-1984: polémiques et retour à des chansons à texte

##### Baisse de popularité en France
Lors de la campagne présidentielle de 1981, elle apporte son soutien au candidat du Parti socialiste, François Mitterrand. Cette prise de position la dessert professionnellement : plusieurs médias se montrent critiques à son égard et une partie de ses fans — qui sont réputés soutenir en majorité le président sortant, Valéry Giscard d'Estaing — se détournent d’elle,,,. Dans les mois qui suivent la victoire du candidat socialiste, ses ventes de disques en France chutent et Dalida se met en retrait de la vie publique, se disant attristée par les critiques qui lui sont adressées. Elle part alors en tournée à l'étranger.

##### Retour à des chansons à texte
En 1982, elle sort les titres Confidences sur la fréquence, Si la France et Danza, mais seuls Jouez bouzouki et La Chanson du Mundial connaissent le succès, le premier au Canada et le second en France.
L’année suivante, en 1983, Dalida commence à sombrer dans une profonde dépression. Elle enregistre Les P'tits Mots, album comportant trois chansons autobiographiques : dans Bravo, elle s'imagine en l'an 2000, oubliée du public qui l'a jadis idolâtrée et affrontant dans le miroir l'image d'une Dalida vieillissante ; dans Téléphonez-moi, elle décrit combien la solitude la ronge et envisage le suicide ; dans Mourir sur scène, un de ses titres les plus emblématiques, elle s'adresse directement à la mort, fait allusion à sa tentative de suicide en 1967 et affirme : « Moi qui ai tout choisi dans ma vie / Je veux choisir ma mort aussi ».

#### 1984-1987: dernières années

##### Adaptations de chansons étrangères et succès en URSS
Au milieu des années 1980, Dalida adapte plusieurs chansons d'origine étrangère. Elle commence en 1984 par Kalimba de Luna, qui est d'origine italienne. Elle continue la même année avec Pour te dire je t'aime, adaptation d'une chanson de Stevie Wonder, puis Toutes ces heures loin de toi, adaptée de Phil Collins, et C'était mon ami, adaptée de Patti Austin. En 1985, elle reprend la chanson Last Christmas, du groupe britannique Wham!, pour en faire Reviens-moi, et adapte en italien Tout doucement de Bibie, qui devient Semplicemente cosi.
En 1984, elle enregistre le show Dalida idéale, où elle reprend ses plus grands succès en changeant plus de quarante fois de tenue. Elle enregistre ensuite le titre Soleil, qu'elle adapte ensuite en espagnol et en italien. Elle revient ensuite à des chansons originales à la fin de l'année 1985. Dans Le Temps d'aimer, elle paraît nostalgique des moments passés où elle était libre d'aimer un homme.
Si, en France, Dalida ne parvient pas à entrer dans le Top 20 des ventes hebdomadaires depuis 1982, elle obtient en parallèle une popularité importante en URSS, où elle vend 470 000 unités de Tu m'as déclaré l'amour en 1984.

##### Tournage duSixième Jouret mise en retrait
À partir de 1986, Dalida est moins présente sur les radios et dans les programmes télévisés. En effet, elle participe au tournage du film égyptien Le Sixième Jour, dans lequel elle interprète la vieille lavandière Saddika, à laquelle elle s'identifie, ce qui l’affaiblit moralement. Elle est alors coupée de son public jusqu'à la rentrée 1987 pour cause de préparation d'une comédie musicale (dans laquelle elle envisage de jouer le rôle de Cléopâtre) et d'une pièce de théâtre.

### Mort

#### Suicide

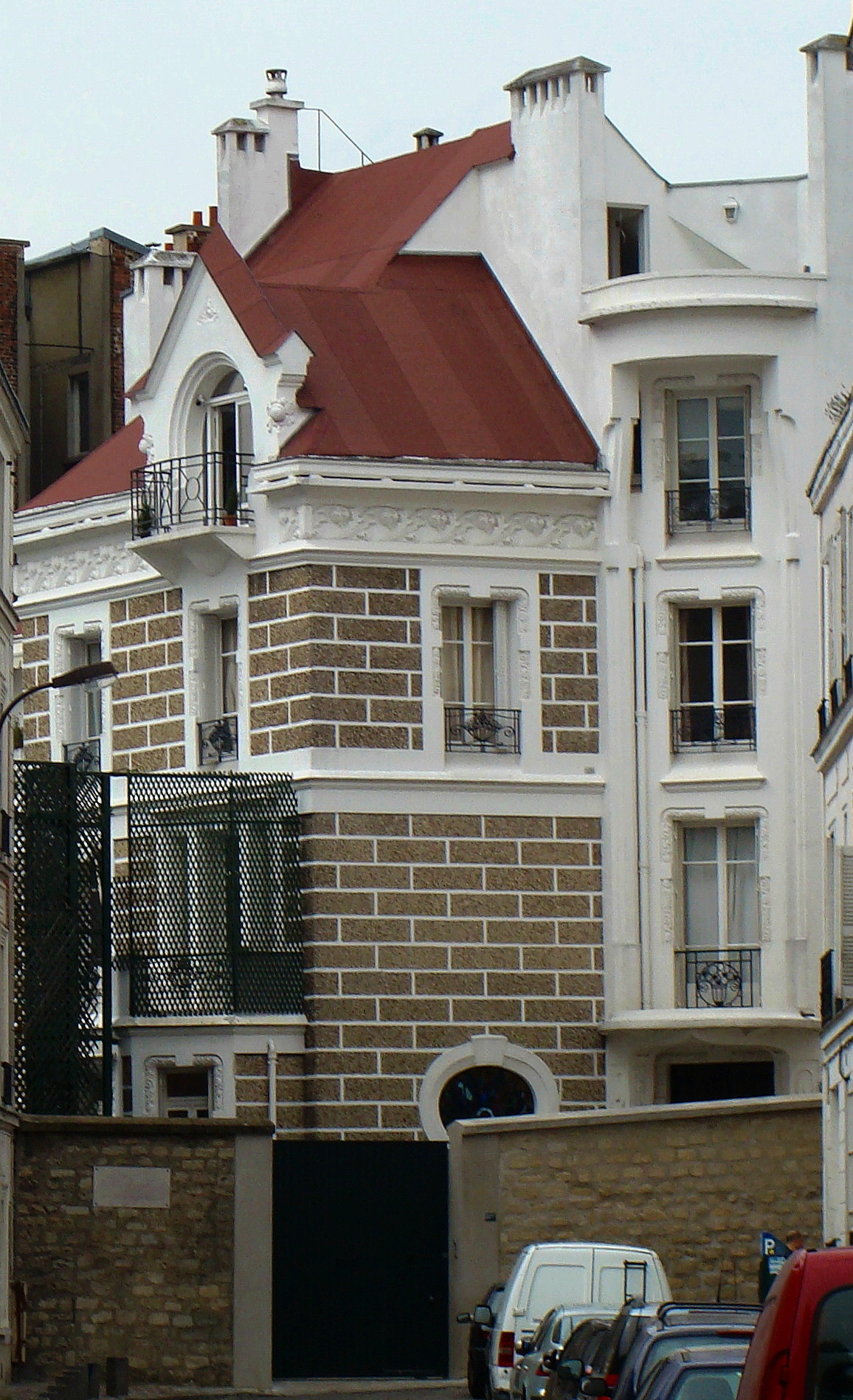
Maison de Dalida au 11 bis rue d'Orchampt (Montmartre, Paris), lieu de son suicide, devenue un élément du tourisme montmartrois.

Dans les dernières années de sa vie, Dalida est atteinte d'une dépression chronique. Elle se produit pour la dernière fois en concert en Turquie du 28 au 29 avril 1987, à Antalya, au théâtre antique d'Aspendos. Il s’agit de sa dernière apparition publique. De retour de ces concerts, elle semble éteinte : elle ne sort plus, fume de façon compulsive et multiplie les insomnies.
Le 2 mai, elle fait croire à son entourage qu'elle va voir dans la soirée la comédie Cabaret de Jérôme Savary, jouée au théâtre Mogador, et dîner en ville avec son compagnon François Naudy. Mais, en réalité, ce dernier a décommandé le rendez-vous, ce qui l'a bouleversée,, et, dans la nuit du 2 au 3 mai, restée seule dans sa maison du 11 bis, rue d'Orchampt, elle se suicide par surdose de barbituriques, qu’elle avale avec du whisky (l'alcool accentue l’effet de ce type de médicament),,. Son habilleuse découvre son corps inerte le 3 mai en fin d'après-midi.
Elle laisse une lettre à François Naudy, ainsi qu'un mot sans doute à l'adresse de son public : « La vie m'est insupportable. Pardonnez-moi. »

#### Funérailles et inhumation

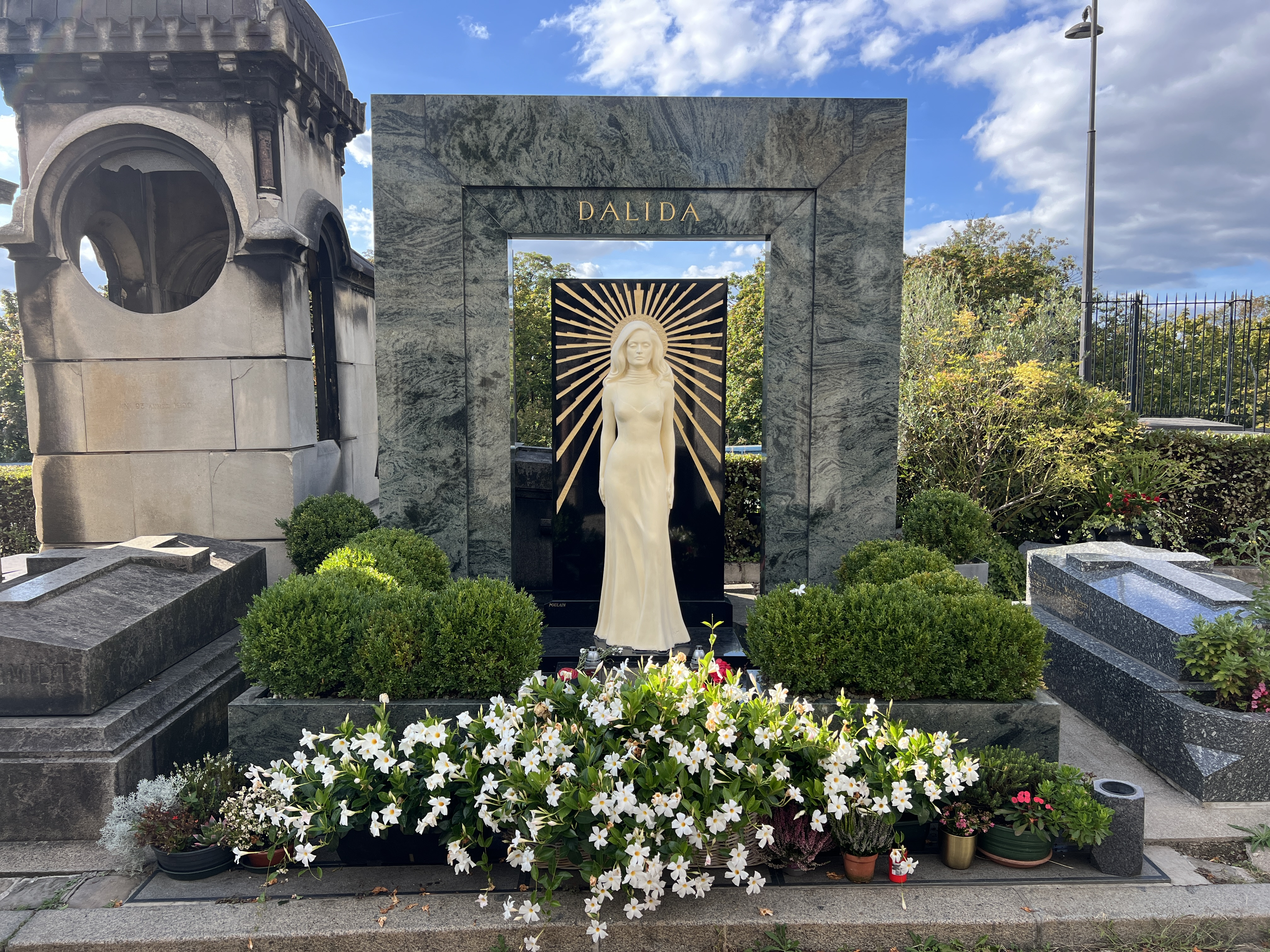
Tombe de Dalida au cimetière de Montmartre.

Le 4 mai 1987, pour annoncer la mort de la chanteuse, Le Républicain lorrain titre en une « Ciao ciao Dalida », en référence à sa chanson Ciao, ciao bambina. Plusieurs personnalités françaises, comme Sheila, Charles Aznavour, Brigitte Bardot, François Mitterrand, Jacques Chirac et Alain Delon, font part publiquement de leur tristesse,,.
L'église Saint-Jean de Montmartre étant trop petite pour la cérémonie, les funérailles se tiennent, par dérogation, en l'église de la Madeleine. Quelque 40 000 personnes y assistent, le 7 mai. Elle est ensuite inhumée au cimetière de Montmartre (division 18). Sa tombe est l'une des plus visitées et fleuries du cimetière. Une statue grandeur nature en pierre a été sculptée par Aslan, arborée d'un soleil rayonnant qui ajoute une notion d'intemporalité et de vie à cette tombe. Le nom de Dalida est écrit en lettres dorées.

## Vie privée
En dépit de sa réussite professionnelle, Dalida connaît une vie privée marquée par une série de drames et de déceptions sentimentales. En particulier, plusieurs de ses partenaires ou amis se sont suicidés.

### Tensions avec son père
À l'âge de 12 ans, elle est marquée par la mort de son père, peu après la Seconde Guerre mondiale. Pendant le conflit, celui-ci a été interné dans un camp de prisonniers, étant italien dans un pays sous domination britannique (l'Italie fasciste était alors ennemie du Royaume-Uni). Marqué par cet épisode, son père devient violent, et ses relations avec Iolanda et le reste de sa famille se révèlent difficiles. La biographe Catherine Rihoit explique les déboires sentimentaux de Dalida par le fait qu'elle ait cherché son père dans les différents hommes de sa vie.

### Mariage avec Lucien Morisse

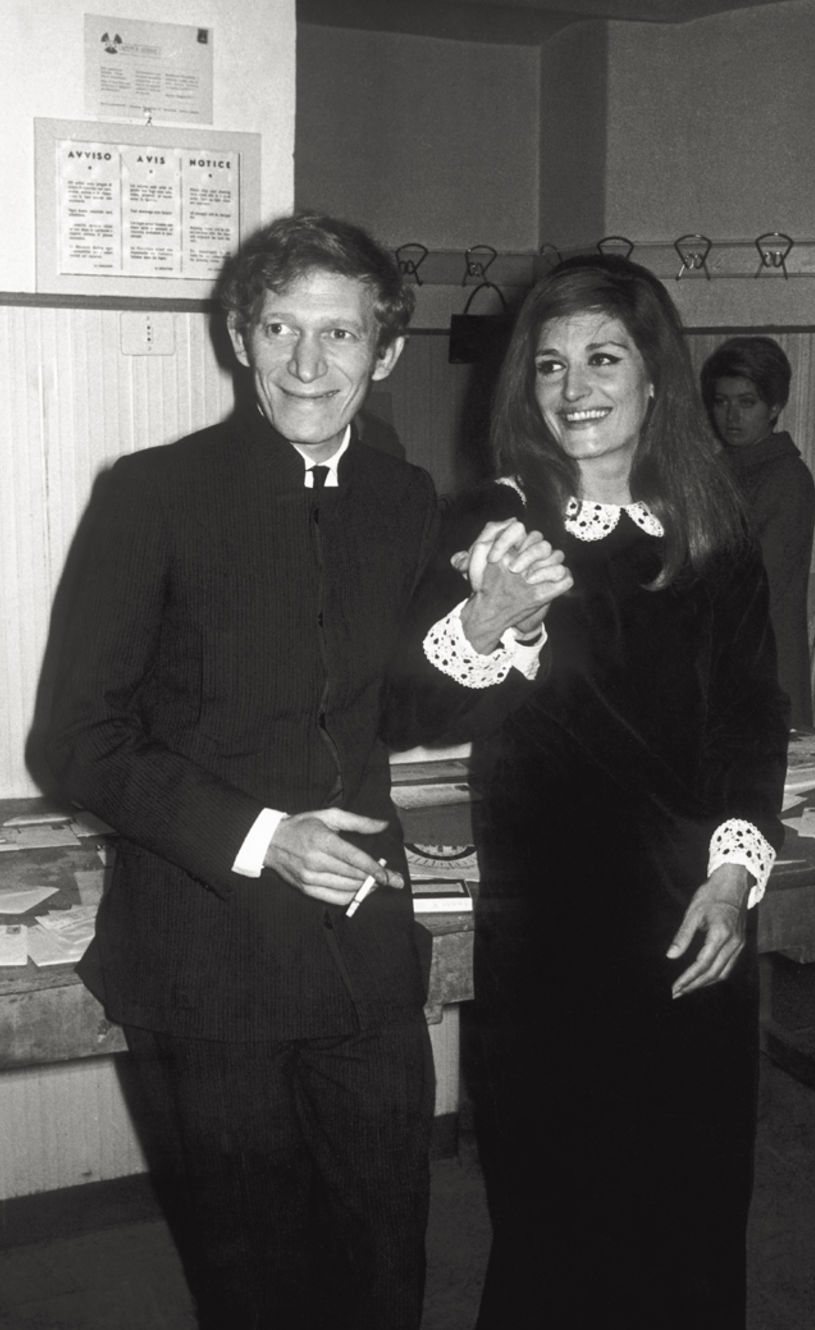
Dalida et Lucien Morisse.

Le 8 avril 1961, Lucien Morisse, après avoir divorcé de sa première femme, épouse Dalida, avec qui il est en couple depuis cinq ans. Mais Dalida, qui l'a plus épousé par reconnaissance professionnelle que par amour, le quitte rapidement pour Jean Sobieski.
Le 11 septembre 1970, Lucien Morisse, avec lequel elle a gardé de bons rapports, se suicide d'une balle dans la tempe dans leur ancien appartement du 7 rue d'Ankara, à Paris,. Selon sa fille, son suicide ne serait aucunement lié à la chanteuse, contrairement à ce que sous-entend le film biographique sur Dalida de 2016.

### Liaison avec Jean Sobieski
Dalida entretient une liaison avec l'acteur et peintre Jean Sobieski de 1961 à 1963.

### Autres liaisons
À la suite de sa séparation avec Sobieski, Dalida connaît une histoire d'amour avec le journaliste Christian de La Mazière dont elle se sépare en 1966. À Rome, elle vit une courte idylle avec Alain Delon,.

### Mort de Luigi Tenco et tentative de suicide
Le 26 janvier 1967, Dalida participe au festival de chanson de Sanremo avec Luigi Tenco, le nouvel homme de sa vie qui l'a convaincue de prendre part à la compétition. Ce soir-là, les amants ont l'intention d'annoncer leur projet de mariage à leurs proches.
Angoissé par l'idée d'un échec au festival, Tenco consomme de l'alcool et prend des calmants. Dalida et Luigi Tenco interprètent la chanson chacun leur tour. À la suite de la prestation de Luigi Tenco jugée médiocre, et malgré la prestation de Dalida, le titre Ciao amore, ciao n'est pas retenu par le jury. Terrassé par la honte, le chanteur regagne sa chambre d'hôtel, où il se suicide en se tirant une balle dans la tête. Inquiète du comportement de Tenco, Dalida quitte le festival pour se rendre à son hôtel où elle le découvre sans vie. Sous le choc, elle caresse le visage de Tenco et se couvre de son sang. Dans les semaines qui suivent, elle enchaîne émissions de télévision et enregistrements.
Le 26 février, elle fait croire à son entourage qu’elle embarque à l’aéroport de Paris-Orly pour rejoindre la famille de Luigi. Elle regagne ensuite l'hôtel Prince de Galles et tente de se suicider en absorbant une importante dose de barbituriques. Elle déclarera par la suite : « On m’a dit plus tard que, quand on prend une dose exorbitante de cachets, ça ne marche pas. ». Trouvée inanimée, elle reste plusieurs jours dans le coma, puis passe plusieurs mois à l'hôpital en convalescence. Souffrant d'escarres, elle doit subir une greffe de peau à une cheville.
Elle remonte sur scène en octobre 1967 pour un concert à l'Olympia, mais reste marquée par le suicide de celui qu'elle considère comme l'amour de sa vie.

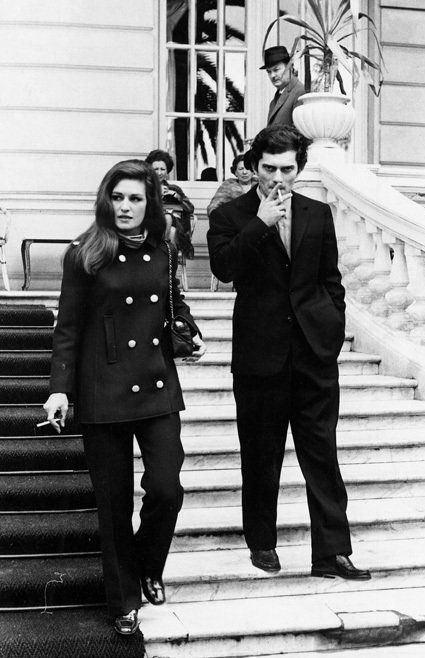
Dalida avec Luigi Tenco le 25 janvier 1967.
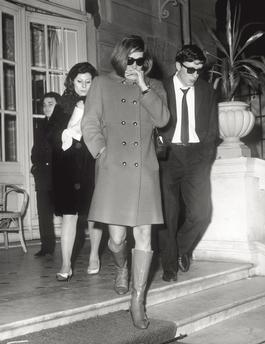
Dalida quelques heures après le suicide de Luigi Tenco.

### Aventure avec Lucio, avortement et stérilité
Un autre drame marque la chanteuse cette même année 1967. Tout juste remise de sa tentative de suicide, elle rencontre un étudiant originaire de Rome, Lucio, âgé de 22 ans. Si leur histoire ne dure pas, Dalida se retrouve enceinte et décide d'avorter, sans en parler à personne d'autre que son frère Orlando et leur cousine Rosy. L'opération, réalisée en Italie (l'avortement n'étant alors pas autorisé en France), la rend stérile. Cette relation avec Lucio entre fortement en résonance avec la chanson Il venait d'avoir 18 ans, un texte écrit pour Dalida par Serge Lebrail et Pascal Sevran.

### Thérapie et nouvelles déceptions sentimentales
À partir de 1967, Dalida entame une psychothérapie. Elle lit Teilhard de Chardin et Freud et se lie, entre 1969 et 1971, au philosophe et écrivain Arnaud Desjardins. Mais celui-ci étant marié, ils préfèrent mettre fin à cette liaison. Vers 1972, elle a une courte relation avec le chanteur Richard Stivell, qui lui avoue être lui aussi déjà marié.

### Amitié avec Mike Brant

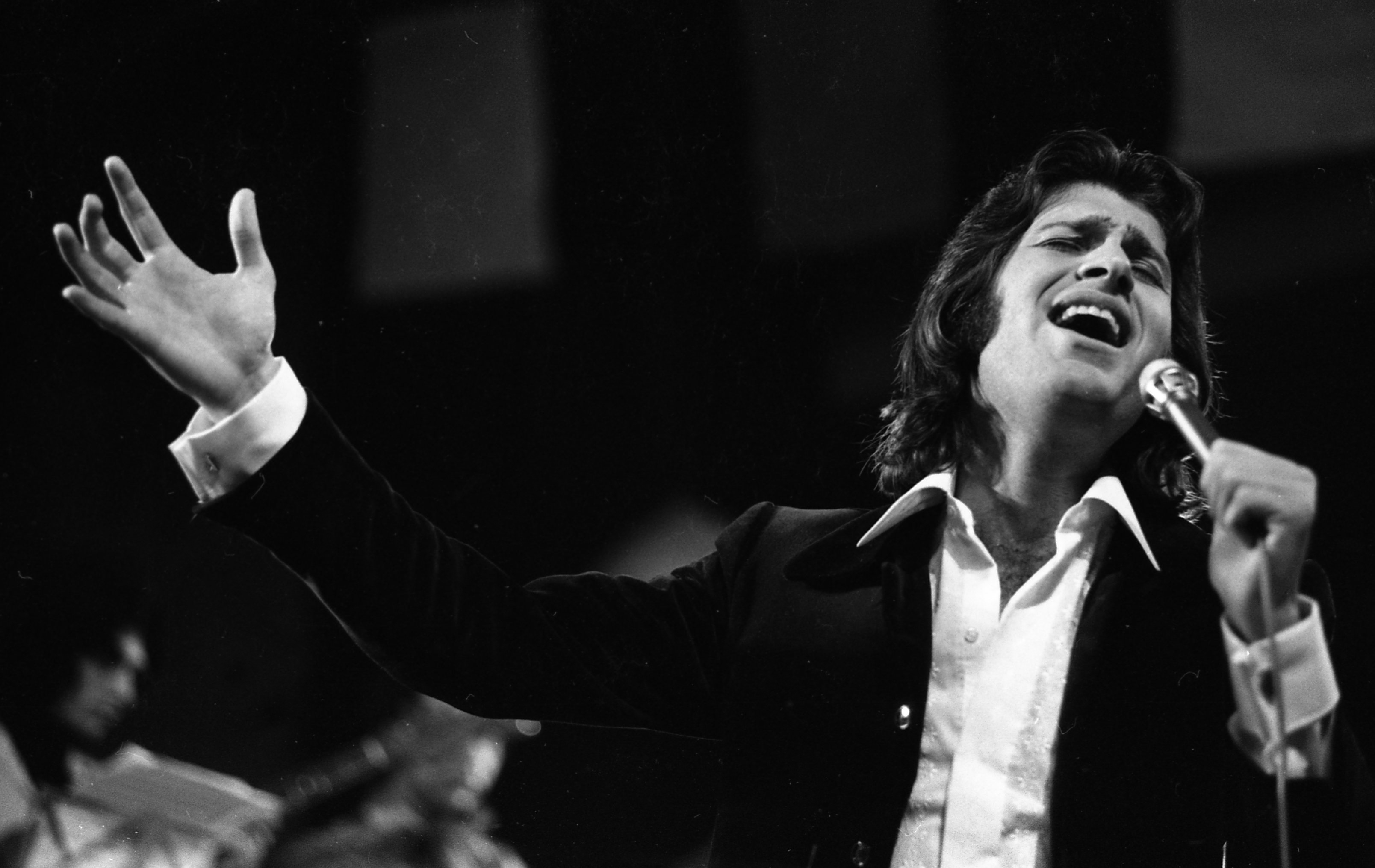
Le chanteur Mike Brant se produit lors d'une fête organisée par pour l'Organisation des anciens combattants handicapés de Tsahal à l'hôtel Sheraton.

Un de ses meilleurs amis, le chanteur Mike Brant, meurt le 25 avril 1975. Dalida lui avait permis de chanter en première partie de son Olympia à l'automne 1971, et avait contribué à son succès en France. Elle avait été la première à se rendre au chevet du chanteur israélien lors de sa première tentative de suicide, le 22 novembre 1974.

### Relation avec Richard Chanfray

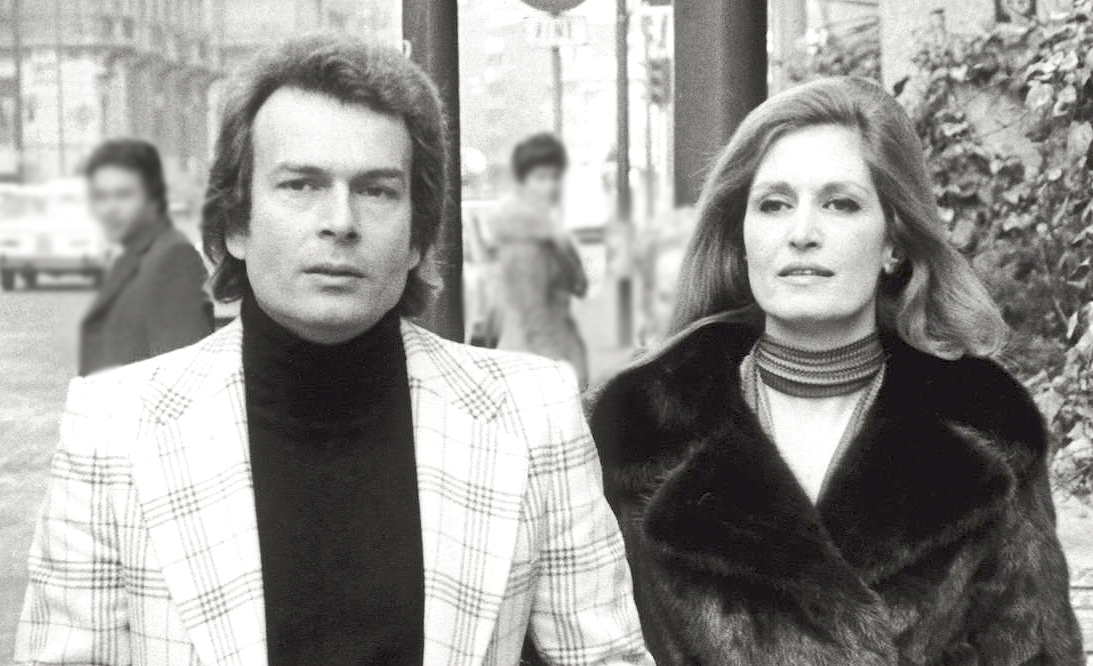
Dalida avec Richard Chanfray.

En 1972, par l'entremise de Pascal Sevran, elle fait la connaissance de Richard Chanfray. Ce dernier se définit « comte de Saint-Germain », aventurier alchimiste et immortel fréquentant la cour de Louis XV. Elle vit avec lui une idylle tumultueuse de neuf années. Lassée par ses frasques, elle met un terme à leur aventure en 1981.
Deux ans plus tard, en 1983, Richard Chanfray se suicide par asphyxie, avec sa nouvelle compagne,. Constatant que ses trois principaux compagnons (Luigi Tenco, Lucien Morisse et Richard Chanfray) se sont suicidés, Dalida déclare « porte[r] malheur aux hommes qu’[elle] aime ».

### Dernières relations et aggravation de sa dépression
Après sa rupture avec Richard Chanfray, Dalida a encore quelques compagnons. À partir de 1985, elle est en couple avec le médecin François Naudy. Encore une fois, elle subit une déception, ce dernier ne souhaitant pas quitter son épouse et se montrant de plus en plus fuyant au fil du temps.

## Engagements

### Défense de la cause homosexuelle
Alors que l'homosexualité est un sujet encore relativement tabou, elle se montre partisane de la cause homosexuelle masculine. Elle interprète notamment des chansons qui la rendent populaire auprès de la communauté gay, comme Pour ne pas vivre seul et Depuis qu'il vient chez nous. Cette thématique est d'autant plus sensible pour la chanteuse que de nombreuses personnalités gay l'entourent, comme Pascal Sevran et Bertrand Delanoë ou son frère et producteur Orlando (Bruno Gigliotti). Au cours de sa carrière et après sa mort, Dalida compte dans son public de nombreux fans homosexuels,.

### Lutte contre le sida
En 1985, Line Renaud et Dalida organisent un gala en faveur de la recherche contre le SIDA, qui touche plusieurs personnes de leur entourage. Plusieurs artistes populaires viennent s'ajouter aux deux femmes, comme Thierry Le Luron et Nana Mouskouri.

### Opinions politiques

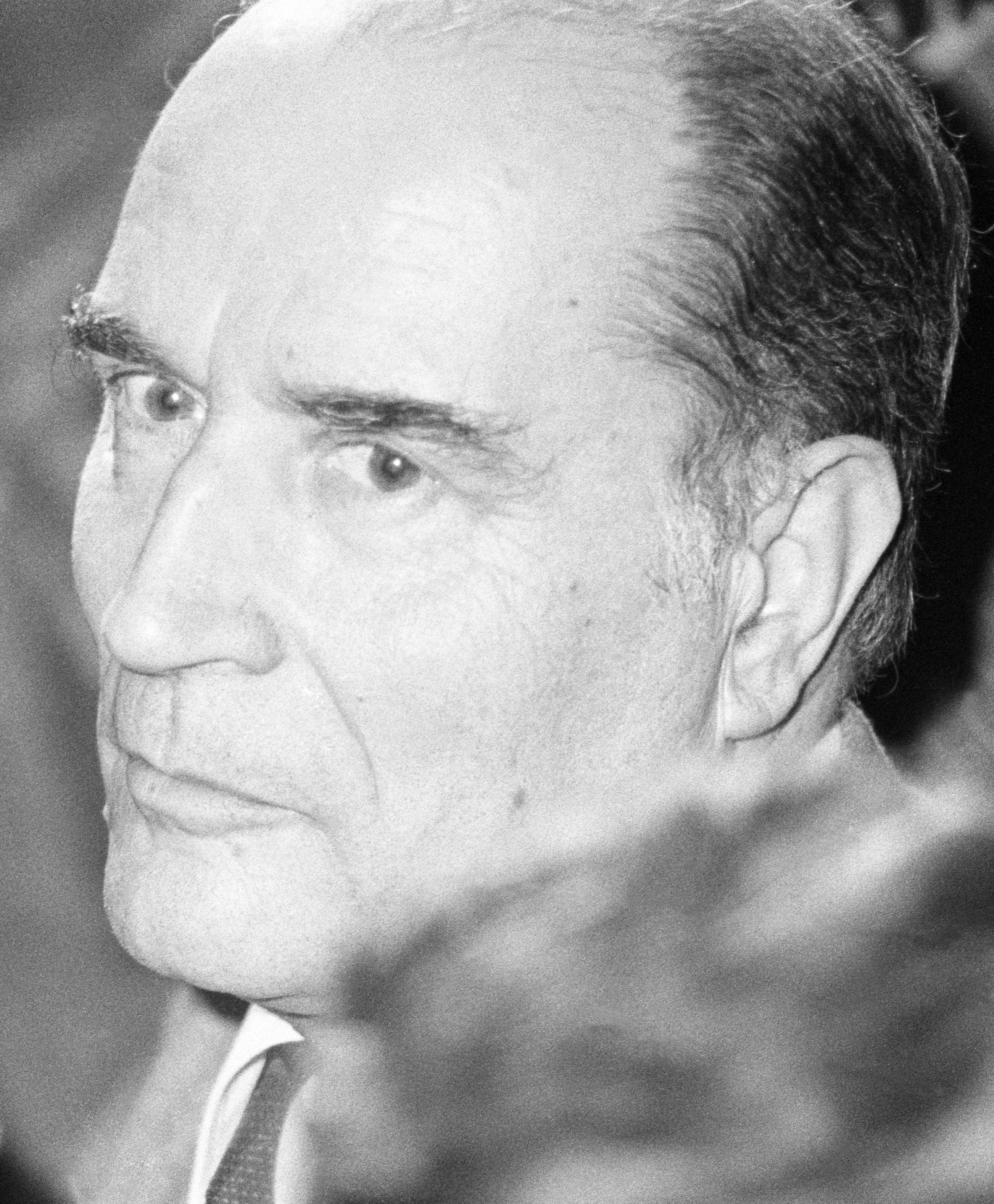
Le soutien de Dalida à François Mitterrand lors de l'élection présidentielle de 1981 crée l'incompréhension auprès d'une partie de son public, décontenancé par son engagement à gauche.

Durant sa carrière, Dalida s'exprime peu sur son opinion politique. Elle indique avoir soutenu dans sa jeunesse l’action du général de Gaulle.
Invitée par Gaston Defferre à un rassemblement du Parti socialiste (PS) organisé à Marseille au début des années 1970, elle fait la connaissance de François Mitterrand. Elle devient ensuite une proche amie du premier secrétaire du PS, voire sa maîtresse selon plusieurs sources,,. En vue de l'élection présidentielle de 1981, elle chante dans plusieurs meetings de François Mitterrand, tout en indiquant soutenir « un homme et non un parti ». Le 21 mai 1981, lors de l'investiture présidentielle de celui-ci, elle est en première ligne des personnalités remontant la rue Soufflot à ses côtés.
Mais son amitié avec le président Mitterrand — qui ne s'enquiert plus d'elle après son élection — divise son public. En avril 1983, lors d'un événement organisé par Line Renaud, elle fait une bise chaleureuse au principal dirigeant de l'opposition, Jacques Chirac,. Alors que Dalida affirme être apolitique et ne se consacrer qu'à ses fans, les médias s'interrogent sur la possible signification politique de ce geste et y voient au moins la fin de l'engagement de Dalida auprès de Mitterrand et de son entourage.

### Soutien aux radios libres
En novembre 1981, les radios libres sont autorisées à émettre sur la bande FM, mais à certaines conditions (limitation de la puissance des émetteurs pour ne pas brouiller les ondes d'autres radios ; stations devant être de type associatif, c'est-à-dire non commerciales).
En 1984, la Haute Autorité de la communication audiovisuelle annonce la cessation provisoire d'émettre pour RFM, NRJ et d'autres radios libres. Ces dernières appellent alors à manifester et sont soutenues par des personnalités comme Dalida, Guy Lux, Jean-Luc Lahaye, Johnny Hallyday ou encore François Valéry,,. Sous la pression, l’Assemblée nationale vote une loi permettant aux radios qui le souhaitent de passer du statut associatif à celui de société commerciale. Après ces manifestations, Dalida est nommée marraine de la radio NRJ, dirigée alors par son ami Max Guazzini,,.

## Influence et postérité

### En France

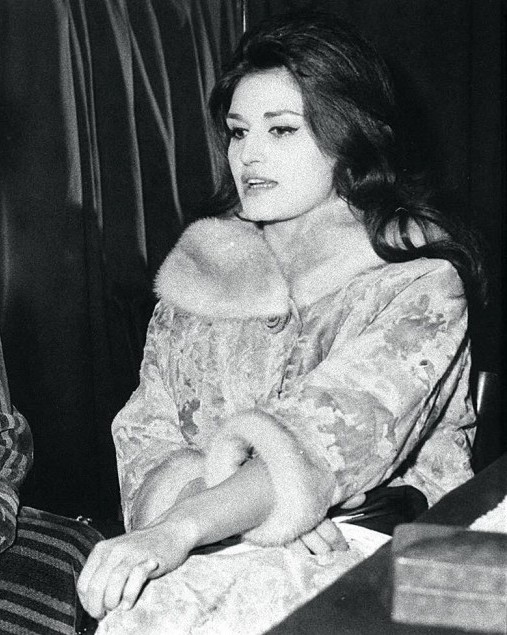
Dalida en 1962.

Charles Aznavour lui a consacré De la scène à la Seine en 2000. En 2017, pour un album intitulé Dalida by Ibrahim Maalouf , Ibrahim Maalouf recompose les grands succès de la chanteuse qui sont repris par divers artistes comme Mika (Salma ya salama), Mathieu Chedid et Monica Bellucci (en duo pour Paroles... Paroles...) ou encore Alain Souchon (Bambino). En 2018, le rappeur Soolking enregistre le titre Dalida qui reprend l'air de Paroles... Paroles...,.
En 2005, l'émission Le Plus Grand Français de tous les temps, diffusée sur France 2 qui établit un classement des « cent Français les plus importants de tous les temps » selon l'opinion subjective en septembre 2004 de 1 038 Français de plus de 15 ans (sondage réalisé par BVA), positionne Dalida à la 58e position.
Au théâtre, la pièce Dalida, à quoi bon vivre au mois de mai ? de Joseph Agostini et Caroline Sourrisseau, a été jouée aux ateliers théâtre de Montmartre en 2005.

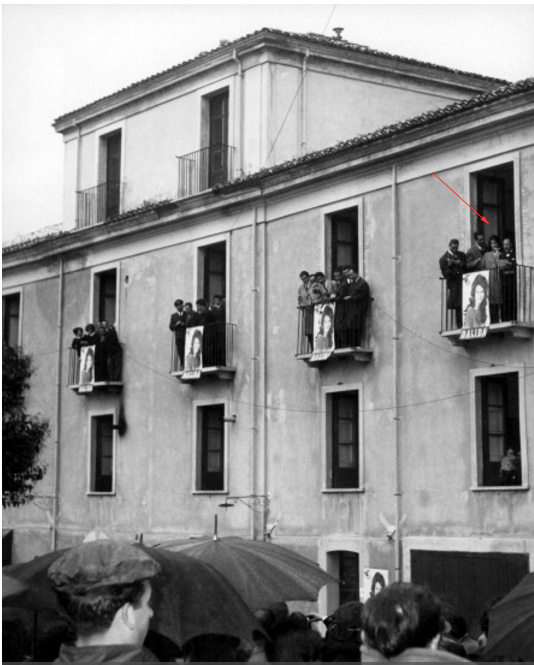
Pancartes avec une photographie à l’effigie de la chanteuse qui vient chanter dans un gala, en Italie, en 1962.

Plusieurs expositions lui sont consacrées. En 2007, la mairie de Paris consacre dans ses murs une exposition d'images et de sons présentant ses tenues et des photographies inédites,.
En 2017, 110 de ses 150 robes et tenues sont présentées pendant quatre mois au palais Galliera. La même année, a lieu au Palais des congrès de Paris la première de Hit Parade, comédie musicale rendant hommage aux titres de Dalida, Claude François, Mike Brant et Sacha Distel.
Un téléfilm intitulé simplement Dalida est réalisé par Joyce Buñuel et diffusé sur la chaîne France 2 en mai 2005. La première partie du téléfilm se place en deuxième position d'audience de la télévision française, avec 6,1 millions de téléspectateurs, tandis que la seconde partie atteint la plus grande part d'audience des chaînes françaises avec plus de 6,5 millions de téléspectateurs,.
En 2017 également, un film biographique français, pareillement intitulé Dalida et réalisé par Lisa Azuelos pour les trente ans de sa mort, retrace la vie de la chanteuse. Sorti dans une quarantaine de pays, le film cumule près d’un million d’entrées en France,.
En 2019, pour célébrer le quatre-vingt-sixième anniversaire de sa naissance, Google dédie un doodle à Dalida.
En 2021, elle est l'une des personnalités présentées dans l'exposition « Divas. D'Oum Kalthoum à Dalida » à l'Institut du monde arabe (Paris).

### À l’étranger
Dalida est une des chanteuses françaises qui se sont le plus exportées,,. Bien qu'elle n'ait jamais conquis le marché anglophone, elle a classé plusieurs titres dans des pays européens non francophones, tels que l'Italie, l'Espagne, l'Allemagne, les Pays-Bas, ou encore l'Autriche.
En Amérique latine, elle a classé plusieurs titres en Argentine et un au Mexique,. Au Chili, Augusto Pinochet utilisait des chansons populaires comme instrument de torture contre les prisonniers, dont Gigi l'amoroso .
Elle a également classé deux titres au Japon. Au Moyen-Orient, où elle chante à plusieurs reprises durant sa carrière, Dalida profite d'une popularité notable en Égypte et se positionne deux fois dans le hit-parade d'Israël, et treize fois dans celui de la Turquie.
Le film Dalida, sorti au cinéma en 2017 lors du 30e anniversaire de sa mort, enregistre 300 000 entrées hors de France.

### Style et apparence

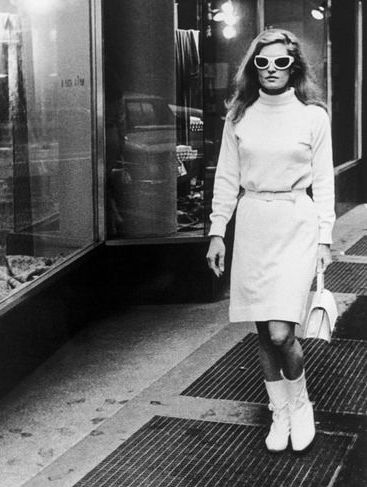
Dalida en 1966.

Tout au long de sa carrière, Dalida est reconnue pour son code vestimentaire, presque entièrement composé de robes.
Au début des années 1960, elle adopte la ligne New Look de l’époque inspirée de Christian Dior : taille fine et jupe ample. Brune à cette époque, elle mise sur les corsages ajustés et les jupes corolles. Entre 1967 et 1974, elle adopte un style plus discret avec des robes longues et fines de couleur unie. L'image la plus répandue de la chanteuse est très certainement celle de la période disco, entre 1975 et 1987, où elle arbore des tenues pailletées ou brodées de perles et des couleurs vives ou des motifs floraux.
Dotée d'une longue chevelure ondulée, elle décide en 1964 de se teindre les cheveux en blond vénitien,. Elle déclare à ce propos : « Je chante avec tout, même avec mes cheveux ».
Dalida se maquille de façon à avoir des yeux de biche et utilise régulièrement des rouge à lèvres de différentes teintes de rouges de chez Christian Dior. En effet, à partir des années 1950, elle se maquille en traçant au-dessus de ses yeux un trait noir d'eye-liner, en apposant du fard à paupière et en rendant ses sourcils plus foncés.

### Places et monuments
Une place — qui comporte un buste la représentant — porte son nom à Paris, à proximité de la rue d'Orchampt, où elle résidait. Sa tombe, sur laquelle est érigée une statue à son effigie, est présentée comme la plus fleurie du cimetière de Montmartre.

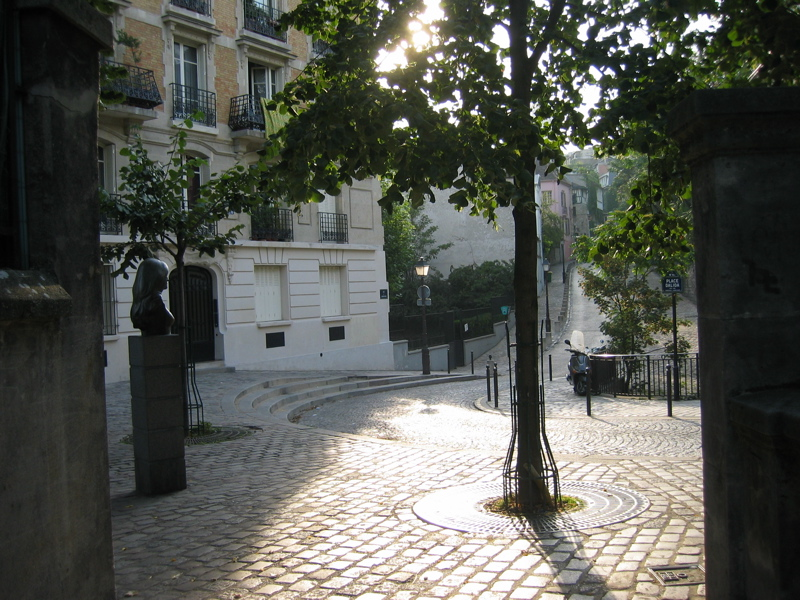
Vue d’ensemble de la place Dalida, avec en perspective la rue de l'Abreuvoir.
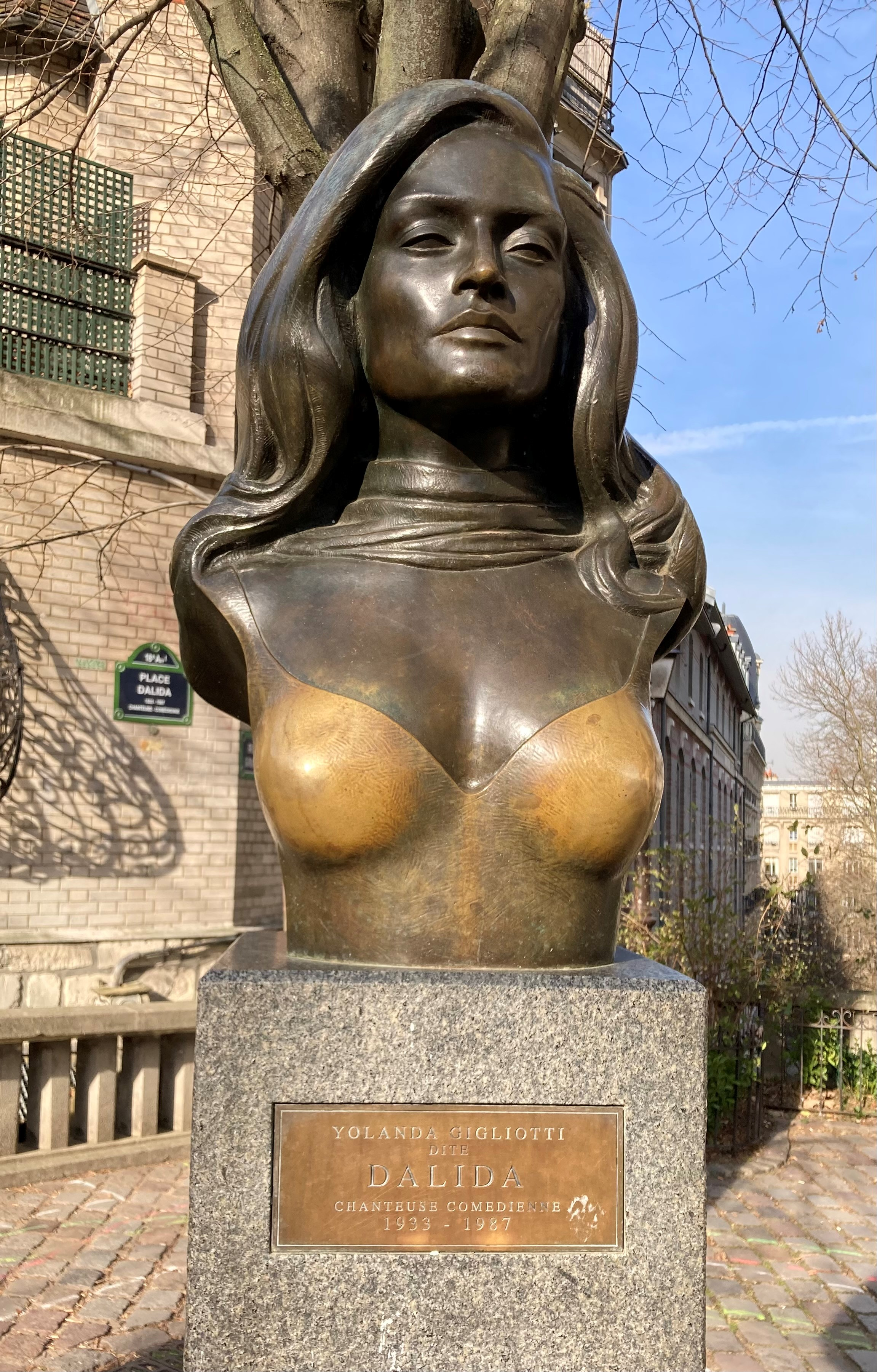
Buste de Dalida en bronze[j] sur un socle en diorite, par Aslan (inauguré le 24 avril 1997)[138].

### Utilisations de ses chansons dans des films
Les chansons de Dalida ont été utilisées dans de nombreux films (dont les deux films biographiques). Parmi les apparitions les plus emblématiques, figurent celles de Il venait d'avoir 18 ans dans Mina Tannenbaum (1994),  Histoire d'un amour dans Gazon maudit (1995), Salma ya salama dans Pédale douce (1996), Bambino dans OSS 117 : Le Caire, nid d'espions (2006), Romantica dans L'Instinct de mort (2008), Itsi bitsi petit bikini dans Les Femmes du 6e étage (2011) et Dans la ville endormie dans Mourir peut attendre (2021), ainsi que plusieurs titres dans Un p'tit truc en plus (2024).

### Documentaires et fictions sur Dalida
- 1977 : Dalida pour toujours, film de Michel Dumoulin
- 2005 : Dalida, téléfilm biographique en deux parties de Joyce Buñuel, avec Sabrina Ferilli dans le rôle de Dalida
- 2007 : Secrets d'actualité - Dalida, secrets et tourments présenté par Éric Delvaux, M6
- 2012 : Un jour, un destin - Dalida, les secrets d'une femme présenté par Laurent Delahousse, France 2
- 2016 : Dalida, la femme qui rêvait d'une autre scène, documentaire réalisé par Gérard Miller et Anaïs Feuillette
- 2016 : La Fièvre des années disco, réalisé par ADLTV[réf. nécessaire]
- 2016 : Dalida, film biographique réalisé par Lisa Azuelos, avec Sveva Alviti dans le rôle de Dalida
- 2022 : Hôtel du temps (« objet télévisuel moderne non identifié »[139]) présenté par Thierry Ardisson ; Dalida est incarnée par Julie Chevallier, France 3

## Discographie
Au cours de sa carrière, Dalida interprète plus de 700 chansons, en 11 langues différentes (français, italien, allemand, espagnol, anglais, japonais, arabe égyptien, arabe libanais, hébreu, néerlandais et grec).

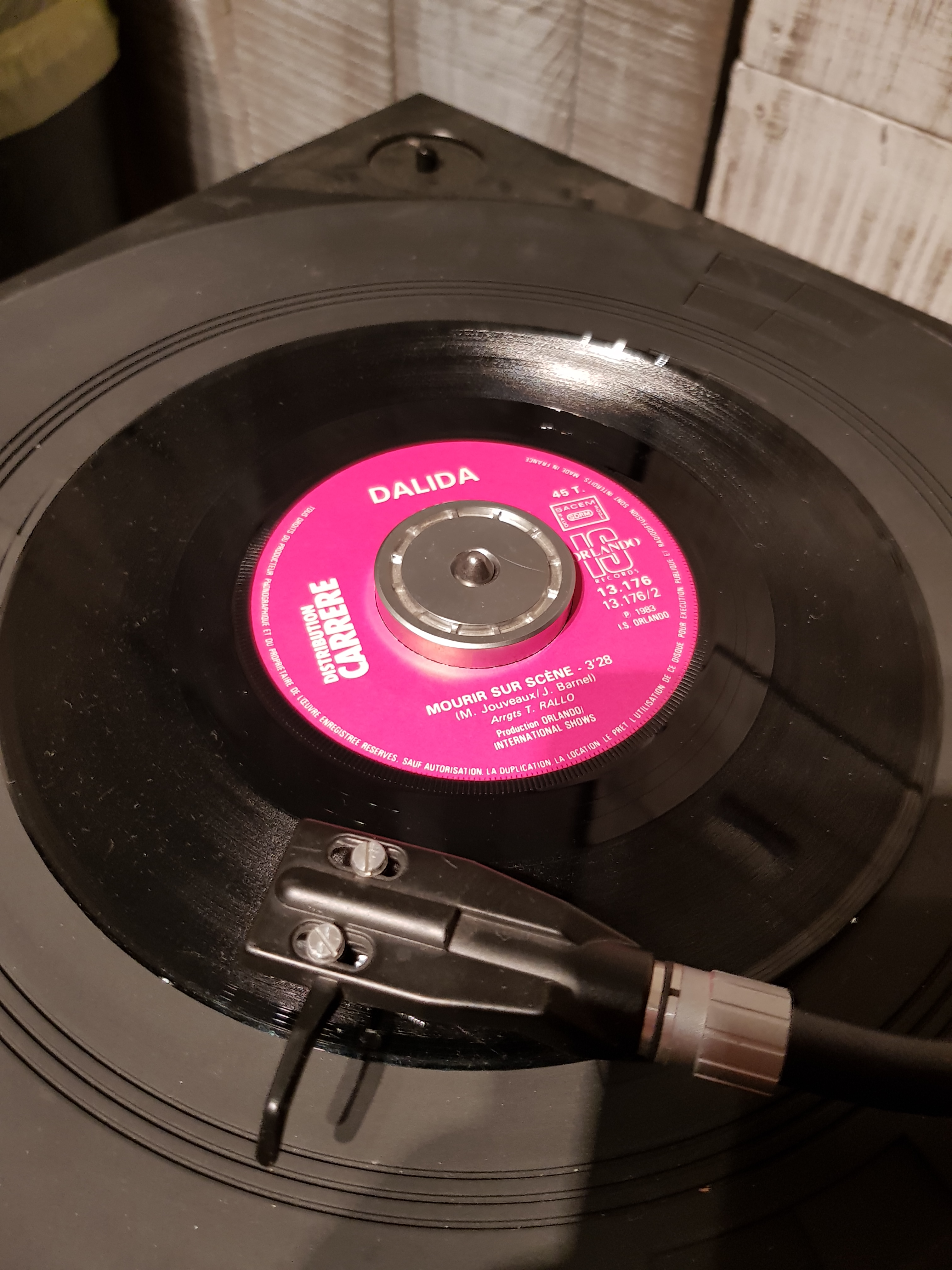
Disque du single Les P'tits Mots (en face B) avec la chanson Mourir sur scène sorti en 1983.

Plusieurs chiffres apparaissent dans les médias au sujet de ses ventes de disques,,,,,,.
En France, pays où elle a reçu douze disques d'or, une estimation attribue à Dalida une vente globale de plus de 15 millions d'albums et de singles,. Elle a également reçu trois disques d'or au Canada.

## Filmographie
Sauf indication contraire, les informations mentionnées dans cette section peuvent être confirmées par les bases de données cinématographiques IMDb et Allociné,  présentes dans la section « Liens externes ».

### Cinéma
- 1949 : Caprices de femmes (ar) ou Flirt des jeunes filles (غزل البنات) d'Anwar Wagdi : figurante[151],[152]
- 1954 : Ne soyez pas injuste (ar) ou Péché interdit (الظلم حرام) de Hassan El Seifi (ar) : figurante[151],[153]
- 1954 : Pitié pour mes larmes (ar) (ارحم دموعي) de Henri Barakat : figurante[151]
- 1955 : Le Masque de Toutankhamon ou L'Or du Nil (قناع توت عنخ آمون) de Marco de Gastyne
- 1955 : Un verre, une cigarette (سيجارة وكاس) de Niazi Mostafa : Yolanda[151]
- 1958 : Rapt au Deuxième Bureau de Jean Stelli : Bella Morena
- 1959 : Brigade des mœurs de Maurice Boutel : Dalida
- 1961 : Parlez-moi d'amour (Che femmina!! E... che dollari!) de Giorgio Simonelli : Laura Pisani
- 1963 : L'Inconnue de Hong Kong de Jacques Poitrenaud : Georgia, la chanteuse
- 1965 : Ménage à l'italienne (Ménage all'italiana) de Franco Indovina : Armida
- 1968 : American Secret Service d'Enzo Di Gianni : L'héritière
- 1968 : Moi, je t'aime (Io ti amo) d'Antonio Margheriti : Judy
- 1977 : Comme sur des roulettes de Nina Companeez : Dalida
- 1986 : Le Sixième Jour (اليوم السادس) de Youssef Chahine : Saddika

### Télévision
- 1966 : La Morale de l'histoire (téléfilm) de Claude Dagues : Colette, une possible épouse pour François (Daniel Gélin)
- 1984 : Dalida idéale[Quoi ?] de Jean-Christophe Averty[réf. nécessaire]

## Publicités
Durant sa carrière, Dalida apparaît dans plusieurs publicités, à l'écran ou sur papier. En 1960, elle apparaît dans un spot publicitaire pour les matelas Permaflex (it) en Italie, où elle apparaît couchée en chantant la chanson Mes frères. Six ans après, elle pose pour les vins Margnat en France puis, en 1968, pour les montres de poignet. En 1970, elle accepte de faire la promotion des couturiers Armand Thiery et Sigrand puis en 1976 pour les apéritifs Saint-Raphaël. Une publicité radio pour le jus d'orange "Bali" au cours des années 70. Elle apparaît également dans une publicité début 1986 pour les désodorisants Wizard Sec, où elle danse dans plusieurs pièces d'une maison en pulvérisant autour d'elle du désodorisant Wizard Sec sur le rythme d'une reprise de Gigi l'amoroso.